# 로버트 H. 워터맨 주니어

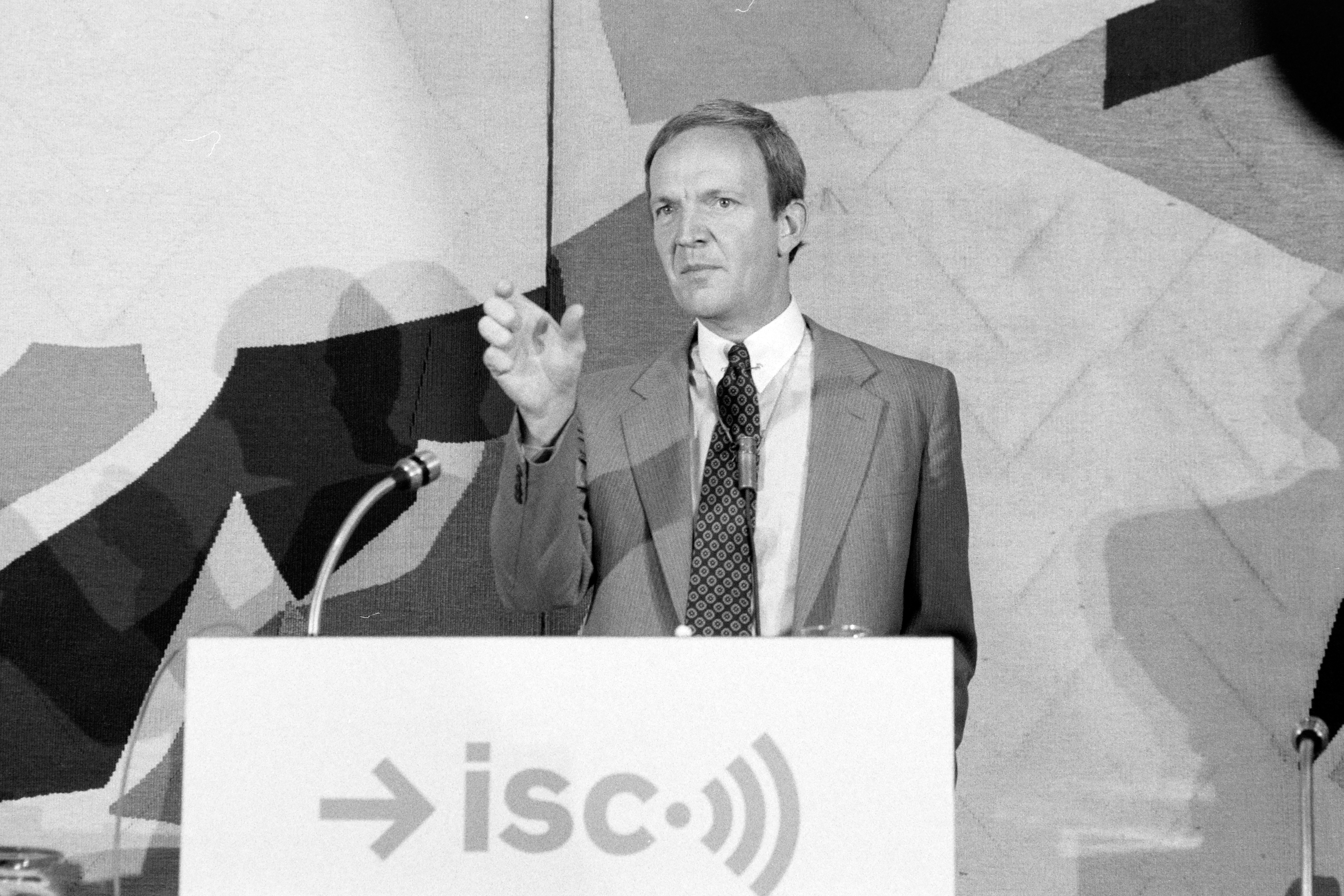

로버트 H. 워터맨 주니어(Robert H. Waterman Jr., 1936년 11월 11일 - 2022년 1월 2일)는 논픽션 작가이자 경영관리 실무 전문가였다.
워터맨은 톰 피터스와 함께 "초우량 기업의 조건"(In Search of Excellence)의 공동 저자로 가장 잘 알려져 있다. 워터맨은 경영 컨설팅 회사인 맥킨지 & 컴퍼니에서 21년 동안 근무한 후 나중에 자신의 회사인 워터맨 그룹(The Waterman Group, Inc.)을 이끌었다.
"초우량 기업의 조건"은 1982년에 출판되어 베스트셀러가 되었으며, 이 책을 바탕으로 워터맨과 피터스가 진행하는 일련의 TV 스페셜이 PBS에 등장하면서 전국적으로 노출되었다. 지지된 주요 아이디어는 가능한 한 적은 비즈니스 프로세스 오버헤드로 비즈니스 문제를 해결하고 회사의 여러 수준에서 의사 결정자에게 권한을 부여한다는 것이었다.